# IsraAid

Le Forum israélien en faveur de l'aide humanitaire internationale (IsraAid) est une organisation non gouvernementale humanitaire israélienne qui répond aux situations d'urgences dans le monde par des aides ciblées et si possible, par la mise en place d'un mode de vie durable.
Sur son site officiel, le Forum mentionne notamment l'activité qu'il déploie pour aider les réfugiés du Moyen-Orient à s'installer en Europe.